# Robin Winks
Robin W. Winks (5 décembre 1930 dans l'Indiana – 7 avril 2003 à New Haven, Connecticut) est un universitaire, historien, diplomate, écrivain américain de romans policiers, et défenseur des parcs nationaux. Après avoir rejoint la faculté de l'université Yale en 1957, il devient professeur d'histoire Randolph Townsend et maître du Berkeley College entre 1996 et 1999. À l'université d'Oxford, il est professeur George Eastman en 1992-93 et professeur invité Harmsworth d'histoire américaine en 1999-2000.

## Biographie
Né dans l'Indiana en 1930, Winks est diplômé magna cum laude et Phi Beta Kappa de l'Université du Colorado en 1952. En tant que boursier Fulbright en Nouvelle-Zélande, il obtient une maîtrise en études maories de l'Université Victoria avant de retourner à l'Université du Colorado pour obtenir une deuxième maîtrise en ethnographie. Il obtient ensuite un doctorat de l'Université Johns-Hopkins en 1957 avec une thèse sur les relations canadiennes et américaines. Après une année d'enseignement au Connecticut College, il rejoint la faculté de Yale en 1957, où il reste toute sa carrière. Il occupe des postes de professeur invité et mène des recherches dans des universités à travers le pays et dans le monde, notamment à l'Université de Sydney en 1963, où il donne des conférences. Il est en congé de 1969 à 1971 pour servir comme attaché culturel des États-Unis auprès de l'ambassade américaine à Londres et travaille régulièrement auprès de diverses agences gouvernementales.
Winks est membre du Explorers Club, de la Society of American Historians, de la Royal Historical Society, de la Royal Commonwealth Society et membre de l'Athenaeum Club et du Special Forces Club. Il est un Guggenheim Fellow, un Smith-Mundt Fellow et un lauréat de la Stimson Grant. En 1989, il remporte la médaille Donner de l'Association d'études canadiennes aux États-Unis.
Winks occupe divers postes et préside des comités au sein de la Société américaine d'histoire, de la Société historique du Canada, de l'Organisation des historiens américains. Il reçoit un doctorat en lettres humaines de l'Université du Nebraska et de l'Université du Colorado.
Winks est décédé en 2003 à New Haven, Connecticut.

## Sources
- Edmonds, Douglas. «Robin Winks: An Appreciation», Revue américaine d'études canadiennes, vol. 34, 2004.
- Lewis, Paul. «Robin Winks, 72 ans, chercheur, défenseur des parcs et auteur», New York Times. 10 avril 2003.
- Reinstein, Gila. «In Memoriam: Robin Winks», Yale Bulletin & Calendar (Bureau des affaires publiques de l'université). 8 avril 2003.
- Winks, Robin W. (1996). Cloak & Gown : les érudits de la guerre secrète, 1939-1961. New Haven : Presse universitaire de Yale . (ISBN 978-0-300-06524-4) ;(OCLC 34671805)